# Movimento Politico Ordine Nuovo
Pour les articles homonymes, voir Ordine Nuovo.
Ne doit pas être confondu avec Centro Studi Ordine Nuovo ou Ordine Nero.
Le Movimento Politico Ordine Nuovo (français : Mouvement Politique Ordre Nouveau) est un groupe armé d'extrême-droite italien fondé en 1969.
Il a été fondé le 21 décembre 1969, à la suite de la naissance du Centro Studi Ordine Nuovo, dont les dirigeants, menés par Pino Rauti, avaient décidé la réintégration du mouvement au sein du Mouvement Social Italien. Les militants qui refusent cette réintégration, menés par Clemente Graziani, créent le MPON, se réclamant de l'héritage du CSON.
En novembre 1973, le groupe passe à la clandestinité, à la suite de la condamnation de ses dirigeants pour « reconstitution du Parti National Fasciste » (loi Scelba), qui entraîne la dissolution officielle par le ministre de l'Intérieur Paolo Emilio Taviani.
L'arrestation du « commandant » du MPON, Pierluigi Concutelli, en février 1977, marque le démantèlement de l'organisation.

## Histoire

### Fondation
En juin 1969, Giorgio Almirante, leader de la tendance de « gauche révolutionnaire » du MSI, est élu secrétaire général du MSI. En décembre, lors d'un meeting à Rome, il lance un appel à tous les « frères séparés » à rentrer dans le parti. Il interpelle surtout les jeunes à fortifier et à renouveler le MSI. Pino Rauti et la plupart des membres d'Ordine Nuovo se laissent convaincre. Rauti dissout le Centro Studi Ordine Nuovo, et la plupart des adhérents réintègre le parti. Trois membres d'ON entrent à la direction nationale du MSI (Pino Rauti, Giulio Maceratini, Paolo Andriani). Onze autres membres sont nommés au comité central (dont notamment Rutilio Sermonti et Paolo Signorelli)
Une partie du groupe, menée par Clemente Graziani et Pierluigi Concutelli, refuse la réintégration, accusant le MSI de s'être « vendu à la bourgeoisie et à l'impérialisme américain », et fonde le Moimento Politico Ordine Nuovo le 21 décembre 1969,.

### Attentat de la Piazza Fontana
En 2005, la Cour de cassation juge que l'attentat de la piazza Fontana est l'œuvre de militants du mouvement Ordine Nuovo, dont Carlo Digilio, Franco Freda et Giovanni Ventura.

### Formation de cadres
Le nouveau mouvement tient son premier congrès à Lucca en octobre 1970.
D'après les procès de 1973, le MPON comptait 2 500 militants.
Se considérant comme le légitime continuateur et l'héritier du Centro Studi Ordine Nuovo, le nouveau mouvement se concentre sur la formation de cadres. La formation idéologique dure deux mois, se base sur les œuvres de Julius Evola et de René Guénon. Elle comprend huit parties : révolution traditionnelle et subversion, les deux races, l'assaut de la vraie culture, orientations, la guerre sainte, Orient et Occident, révolte contre le monde moderne, la ploutocratie comme force subversive. La formation politique dure aussi deux mois et comprend cinq parties : la guerre révolutionnaire, les techniques de la guerre révolutionnaire, la propagande, l'organisation et le choix des thèmes de lutte.

### Dissolution par décret ministériel
En 1971, le parquet de Rome ouvre le premier procès contre le MPON pour « reconstitution du Parti National Fasciste ». Comme l'acte d'accusation ne contient aucun acte de violence politique, Clemente Graziani parle d'un « procès pour les idées ».
Le 6 juin 1973, commence le procès de 30 membres de l'organisation. Le 21 novembre 1973, 30 dirigeants du mouvement sont condamnés pour « reconstitution du Parti National Fasciste » (violation 1, 2, 3, 7 de la loi Scelba). Le ministère de l’Intérieur prononce la dissolution par décret de l'organisation. Les trente prévenus sont condamnés à des peines variant de 5 ans et trois mois à six mois de prison.
En 1974, 119 autres militants de l'organisation dissoute sont inculpés du même chef d'accusation.

### Passage à la clandestinité
La dissolution pousse les membres qui n'ont pas été arrêtés à s'exiler à l'étranger ou alors à passer à la clandestinité. Clemente Graziani, condamné à 5 ans et demi de prison, s'enfuit et part pour la Grèce, puis pour différents pays avant de se retrouver au Paraguay.
Pierluigi Concutelli, qui est arrivé dans le mouvement après la dissolution, devient le chef symbolique du mouvement.
Le 10 juillet 1976, Concutelli, surnommé le « commandant », assassine à Rome le substitut du procureur Vittorio Occorsio, représentant du « bras armé de la Démocratie chrétienne » à ses yeux. Après avoir abattu le magistrat à coup de mitraillette, il revendique l'attentat en lançant des tracts de revendication avant de prendre la fuite.
Le 13 février 1977, la maison où se cache Concutelli est cernée par les unités antiterroristes. Il se rend aux agents, déclarant être un soldat politique et un prisonnier politique.